# Віковий бук (пам'ятка природи)
Вікови́й бук — ботанічна пам'ятка природи місцевого значення в Україні. Об'єкт природно-заповідного фонду Хмельницької області.
Розташована в межах Плужненської сільської громади Шепетівського району Хмельницької області, на східній околиці села Сторониче (поблизу контори Плужнянського лісництва).
Площа 0,01 га. Статус присвоєно згідно з рішенням сесії облради від 25.12.1992 року № 7. Перебуває у віданні ДП «Ізяславський лісгосп» (Плужнянське лісництво).